# Gavriil Batenkov
Gavriil Stepanovitsch Batenkov (en russe : Гавриил Степанович Батеньков), né à Tobolsk le 5 avril 1793 et mort le 10 novembre 1863 à Kalouga, est un officier, écrivain et décembriste russe.

## Biographie
Élève du père de Mendeleïev, Ivan Pavlovitch Mendeleïev, il devient militaire et prend part aux guerres contre Napoléon. Il reçoit onze blessures à la bataille de Montmirail.
Diplômé de l’Institut des ponts et chaussées de Saint-Pétersbourg (actuelle Université d'État des transports de Saint-Pétersbourg) en 1816, il prend un poste d'ingénieur à Université d'État des transports de Saint-Pétersbourg à la demande du gouverneur général de Sibérie. Là, il entreprend une description de la région des Yakoutes et élabore le tout premier projet d'une voie de chemin de fer et de routes à travers la Sibérie. En 1821, il propose une importante expédition visant à terminer l'exploration complète de la Sibérie mais le projet sombre dans l'oubli après sa condamnation comme décembriste.
Par décret du 28 juillet 1821, il est transféré à Saint-Pétersbourg.
Grâce à Alexandre Bestoujev et Kondrati Ryleïev, il devint membre de la Société secrète du Nord, prit rapidement une place importante.
Après la défaite du soulèvement, il est condamné à vingt ans d'isolement à la forteresse Pierre et Paul, puis, est exilé en Sibérie dont il est originaire. Il est le seul décembriste originaire de Sibérie.
Après l'amnistie générale de 1856, il s'installe dans le domaine de Petrichtchevo, dans le district Belevsky du gouvernement de Toula. Il gagne sa vie avec les traductions du français. Mort d'une pneumonie, Gavriil Batenkov est enterré dans le village de Petrichtchevo.